# Ypati
Ypati is een deelgemeente van Lamia in Centraal-Griekenland. Lamia en omgeving behoren tot de historische landstreek van Phthiotis in het oude Griekenland.
De Latijnse naam is Ypata. De Latijnse schrijver Apuleius gebruikte deze stad in de verhalen van zijn Metamorfoses. In de Middeleeuwen werd Ypata Neopatria genoemd; Neopatria was een hertogdom van kruisvaarders in de 14e en 15e eeuw. De regerende kruisvaarders waren achtereenvolgens Aragonezen en Venetianen. Nadien veroverden de Ottomanen Neopatria.